# Gleison De Paula Souza
Gleison De Paula Souza (* 14. Mai 1984 im Bundesstaat Minas Gerais) ist ein brasilianischer römisch-katholischer Theologe und Kurienbeamter.

## Leben
Gleison De Paula Souza trat 2005 der Ordensgemeinschaft der Söhne der göttlichen Vorsehung bei, der er bis 2016 angehörte. Er studierte Katholische Theologie an der Päpstlichen Universität der Salesianer, an der er 2015 den Bachelor erwarb. An der Università del Salento in Lecce erwarb er 2019 den Mastergrad in Philosophie. Anschließend war er als Religionslehrer an einer staatlichen Oberschule in Galatina tätig.
Papst Franziskus ernannte ihn am 17. November 2022 zum Sekretär des Dikasteriums für Laien, Familie und Leben. Am 11. Januar 2023 wurde er von Papst Franziskus zum Mitglied des Verwaltungsrates der Päpstlichen Akademie für das Leben ernannt.
Gleison De Paula Souza ist verheiratet und Vater zweier Töchter.